# Zaljev
Zaljev ili uvala je naziv za vodenu površinu koja prodire u kopno i njime je okružena s tri strane. Veličina zaljeva može biti od više metara, pa do više stotina kilometara širine ili pružanja u kopno, a u njemu mogu biti otoci, otočne skupine, poluotoci, otočići ili hridi.
Podrijetlo zaljeva može biti promjena razine mora ili jezera, kretanje kontinentalnih ploča, spuštanje ledenjaka, utonuće estuarija. Zaljevi koji su nastali kao posljedica otapanja i spuštanja ledenjaka prema moru nazivaju se fjordovi.

## Galerija
- Plominski zaljev kod Plomin Luke
- Plominski zaljev kod Plomin Luke